# Aktor pornograficzny

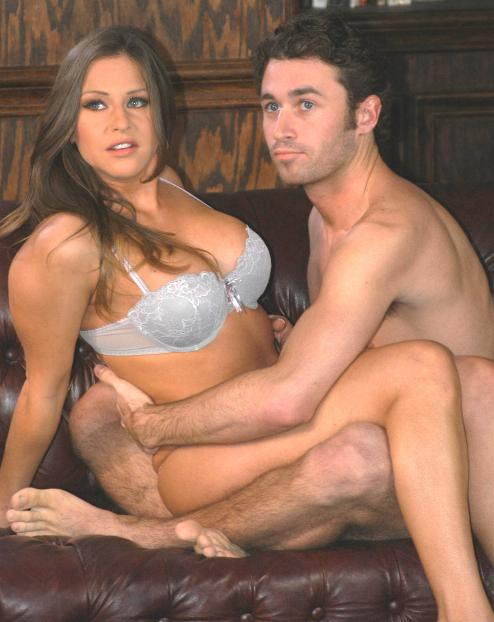
Aktor James Deen i aktorka porno Rachel Roxxx na planie filmowym

Aktor pornograficzny (pot. aktor porno) – aktor, który występuje w produkcjach pornograficznych. Szczególnie popularnych aktorów i aktorki z tej branży nazywa się potocznie gwiazdami porno. Zazwyczaj (choć nie zawsze) są to osoby o budowie ciała powszechnie uważanej za atrakcyjną: umięśnieni mężczyźni z niskim procentem tkanki tłuszczowej oraz piękne, młode kobiety. W przeciwieństwie do większości scen zbliżeń seksualnych w zwykłym kinie, akty seksualne w filmach pornograficznych w większości przypadków są dokumentacją prawdziwego stosunku seksualnego zachodzącego między aktorami.

## Historia
Historia zawodu aktora pornograficznego jest ściśle powiązana z historią filmów pornograficznych.
Produkcja filmów erotycznych rozpoczęła się niemal natychmiast po wynalezieniu kinematografii. Pierwszym tego typu filmem był siedmiominutowy Le Coucher de la Mariée z 1896 roku, nakręcony przez francuskiego reżysera Alberta Kirschnera (pod pseudonimem Léar), w którym Louise Willy wykonuje striptiz w łazience. Inni francuscy filmowcy szybko zaczęli tworzyć podobne filmy ukazujące rozbierające się kobiety. Bracia Pathé zaspokajali popyt na tego typu produkcje w całej Europie. W Austrii Johann Schwarzer w latach 1906–1911 wyprodukował 52 erotyczne filmy z całkowicie nagimi Austriaczkami, aby zapewnić lokalną alternatywę dla francuskich produkcji.
Jednym z pierwszych udokumentowanych filmów pornograficznych tego rodzaju jest francuska produkcja À l'Écu d'or ou la Bonne Auberge z 1908 roku. Od lat dwudziestych XX wieku powstawały nieme filmy z tego obszaru. Jednak na tym etapie rozwoju tej branży aktorów występujących w takich produkcjach nie można postrzegać jako aktorów pornograficznych w sensie zawodu.
Aktorzy w tych wczesnych produkcjach zazwyczaj nie byli wymieniani w napisach lub używali pseudonimów, aby uniknąć konsekwencji prawnych i społecznego potępienia. Z czasem przyjmowanie pseudonimów stało się normą w branży pornograficznej – aktorzy zmieniali swoje nazwiska w zależności od gatunku filmu lub porzucali je, gdy przestawali być rozpoznawalni. Pierwszą gwiazdą porno, która stała się ikoną popkultury, była Linda Lovelace (pseudonim Lindy Susan Boreman) z Nowego Jorku, znana z głównej roli w filmie Głębokie gardło (1972). Casey Donovan zagrał natomiast w pierwszym popularnym gejowskim filmie pornograficznym Boys in the Sand (1971), który ukazał się niemal rok przed Głębokim gardłem.
Sukces Głębokiego gardła, które zarobiło miliony dolarów na całym świecie, przyczynił się do wzrostu liczby gwiazd porno i produkcji filmów tego typu. Do najsłynniejszych aktorek z tego okresu należą Marilyn Chambers (Za zielonymi drzwiami), Gloria Leonard (Odkrycie Misty Beethoven), Georgina Spelvin (Diabeł w pannie Jones) oraz Bambi Woods (Debbie zdobywa Dallas).
Lata 70. XX wieku zostały nazwane „porn chic” lub „złotym wiekiem pornografii” – okresem, gdy filmy pornograficzne były wyświetlane w kinach publicznych i akceptowane (lub przynajmniej tolerowane) przez społeczeństwo. Ten „złoty wiek” trwał od początku lat 70. do końca lat 70. lub początku lat 80. Filmy tego okresu miały rozbudowane fabuły, konkretne scenariusze i budżety promocyjne. Aktorzy stawali się celebrytami. Do najsłynniejszych gwiazd tego okresu należeli: Peter Berlin, John Holmes, Ginger Lynn Allen, Porsche Lynn, Désirée Cousteau, Juliet Anderson, Lisa De Leeuw, Veronica Hart, Nina Hartley, Harry Reems, Seka, Annette Haven i Amber Lynn.
W Europie w branży filmów pornograficznych dominowały aktorki i aktorzy pochodzący z Rosji, Rumunii, Czech, Słowacji i Węgier. We Francji popularne były m.in. Brigitte Lahaie, Clara Morgane, Céline Tran i Yasmin Laghit. Włoska scena pornograficzna lat 80. zasłynęła takimi gwiazdami jak Marina Lotar oraz Moana Pozzi, Ilona Staller i Lilli Carati.
Wielu przedstawicieli „nowego pokolenia” gwiazd porno (2010–2020), jak np. Romi Rain, występuje pod swoimi prawdziwymi imionami i nazwiskami.
Jedną z najbardziej rozpoznawalnych gwiazd pornografii jest Jenna Jameson, często określana jako „królowa porno” i opisywana jako najbardziej znana aktorka pornograficzna na świecie.

## Nagrody

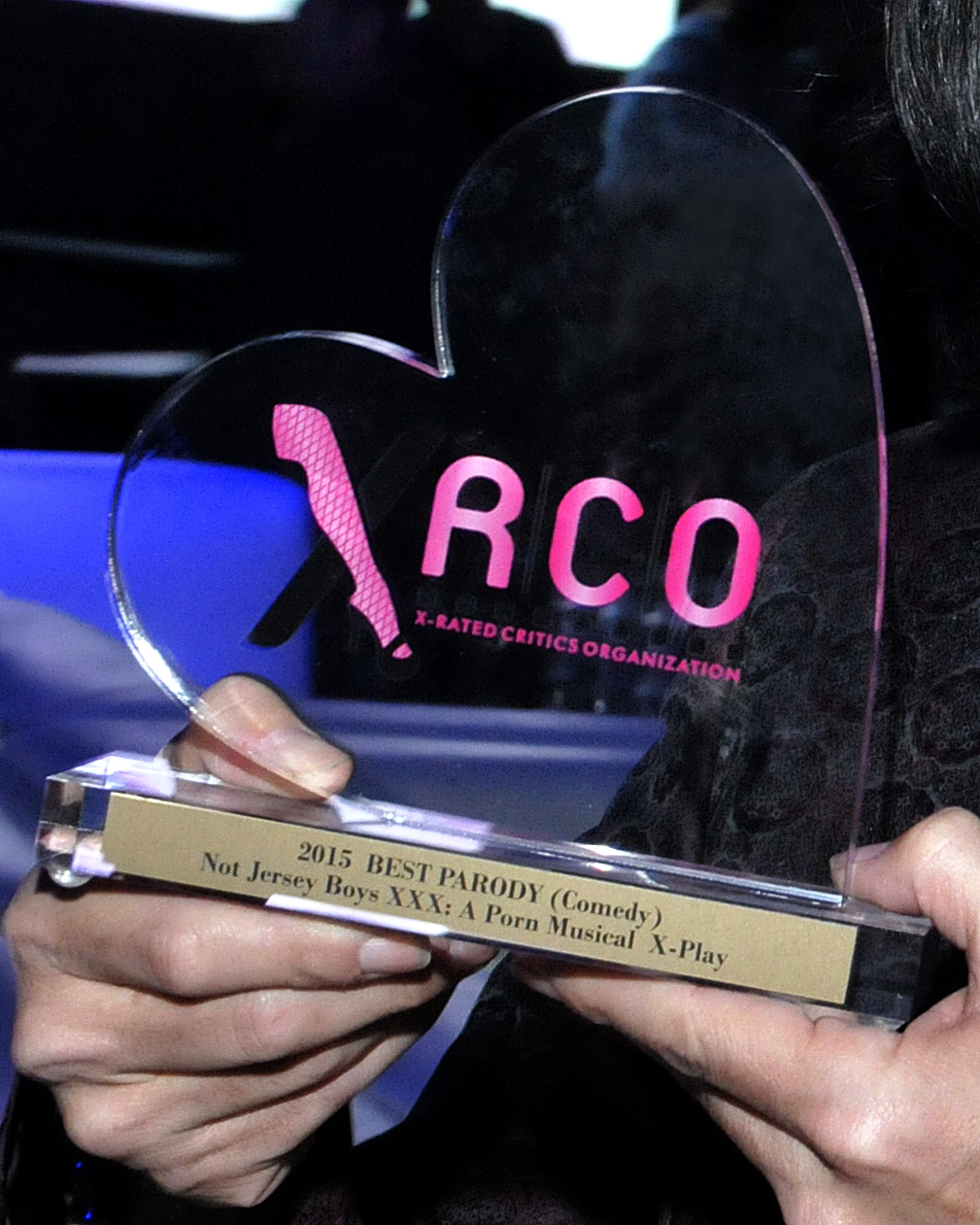
Statuetka XRCO Award (2015)

Wyjątkowe osiągnięcia aktorów i aktorek pornograficznych są honorowane nagrodami AVN Awards, XRCO Awards oraz XBIZ Awards. AVN Awards to nagrody filmowe sponsorowane i wręczane przez branżowy magazyn amerykańskiego przemysłu filmów dla dorosłych AVN (Adult Video News). Często nazywane są „Oscarami porno”.
Nagrody AVN obejmują prawie 100 kategorii, z których część odpowiada nagrodom przyznawanym w przypadku innych gatunków filmowych, a część jest specyficzna dla filmów pornograficznych. Z kolei XRCO Awards są wręczane corocznie przez organizację X-Rated Critics Organization.